# رامية
رامية هي إحدى القرى اللبنانية من قرى قضاء بنت جبيل في محافظة النبطية.
تبعد رامية (بنت جبيل) 126 كلم (78.2964 ميل) عن بيروت عاصمة لبنان. ترتفع 580 م (1902.98 قدم - 634.288 ياردة) عن سطح البحر وتمتد على مساحة 617 هكتاراً (6.17 كلم²- 2.38162 ميل²). مناخها معتدل صيفا, بارد شتاء مع امكانية تساقط الثلوج أحياناَ.
رامية بلدة هادئة, ساكنة و جميلة و تعتبر بلدة اصطياف حيث ان معظم أهلها ينتشرون بين صور و بيروت و في بلدان الاغتراب.
تعتبر زراعة التيغ مصدر اساسي لرزق أهلها إضافة الى زراعة بعض أنواع الخضار و القمح من اجل الاستهلاك الذاتي و صنع المونة.
و في بلدة رامية "محمية طبيعية" تمتد على مساحة 20 هكتارا في ناحية جبل النقعة و تشكل مؤل للعديد من الحيوانات البرية و تعشعش في أشجارها المختلفة عدة أنواع من الطيور و هذا و تننشر في ربوع المحمية نباتات طبية و عطرية و العديد من الازهار البرية.
و في بلدة رامية عدة عائلات و هي : عيسى - صالح - خليل - مرعي - حسين - بلاغي - حيدر - مصطفى - ملك - ابراهيم - زيتون - فقيه - عواضة - الحلس - قاسم  - أحمد.
يعتبر أهالي بلدة رامية من المتعلمين عموماً و قد ظهر بينهم عدد من الاطباء - المهندسين - الاساتذة - المبرمجين - الممرضين …  
لطالما اعتُبرت بلدة رامية إبّان مرحلة الاحتلال الاسرائيلي للجنوب اللبناني ذات موقع استراتيجي هامّ، فهي تقع في أعالي القطاع الغربي سابقًا بموازاة الشريط الحدودي مع فلسطين المحتلة، وتُشرف على مستعمرة زرعيت (طربيخا)، وتضمّ جبل بلاط الذي كان الاحتلال يقيم موقعًا عليه عند أطرافها الغربية (ارتفاعه 744 متر)، وهو يشرف على عدد كبير من قرى بنت جبيل وصور ويمتد مجال رؤيته حتى آخر الجنوب، كما يطل على معظم منطقة الجليل الأعلى، وعدّه العدو قبل عام 2000 الموقع الأول من الناحية الإستراتيجية والعسكرية.
تتميّز البلدة بعدد من التلال والوديان الحرجية وخاصة في الجهتين الغربية والشمالية منها، وهذا ما جعلها عصية على جيش الاحتلال إبان حرب تموز 2006، إذ ظلت تقاوم قوات الاحتلال طيلة 33 يومًا، ولم يستطع العدو دخولها.
هي آخر قرية من قرى قضاء بنت جبيل لجهة الغرب، يحدّها من الشرق بلدة عيتا الشعب والقوزح، ومن الشمال بيت ليف وياطر، ومن الغرب مروحين، أمّا من الجنوب فالأراضي الفلسطينية المحتلة.
قدمت بلدة رامية العديد من الشهداء ضد العدوان الإسرائيلي والتكفيري، منهم الشهداء نزار صالح - الاخوين عباس و حمزة عيسى صالح - محمد حمزة حيدر - قاسم محمد صالح - الياس محمد ملك - علي محمد صالح - عبدالحسين عيسى و الشهيدة لارا عباس زيتون